# Eutelia nubilosa
Eutelia nubilosa är en fjärilsart som beskrevs av W. Warren 1914. Eutelia nubilosa ingår i släktet Eutelia och familjen nattflyn. Inga underarter finns listade i Catalogue of Life.